# Madison County (Kentucky)
Madison County is een county in de Amerikaanse staat Kentucky.
De county heeft een landoppervlakte van 1.141 km² en telt 70.872 inwoners (volkstelling 2000). De hoofdplaats is Richmond.